# Красносельский (Гродненская область)
Красносе́льский (бел. Краснасельскі; до 1958 года — Красное Село) — городской посёлок в Волковысском районе Гродненской области Беларуси. Административный центр Красносельского сельсовета.
Численность населения — 5 635 человек (на 1 января 2025 года).

## География
Расположен в 12 км к северу от Волковыска, в 4 километрах от железнодорожной станции «Россь», в 3 километрах от г. п. Россь.

## История
Известен как деревня Красное Село ещё в 1589 году. Сам городской посёлок образован после постройки цементного завода «ROSS» в 1914 году.
30 апреля 1958 года деревня Красное Село преобразована в рабочий посёлок Красносельский. С 15 января 1963 года по 27 января 1965 года посёлок находился в подчинении Гродненского промышленного обкома, затем — в районном подчинении. 24 июня 1968 года преобразован в городской посёлок.

## Геральдика
Герб и флаг учреждены Указом Президента Республики Беларусь от 1 декабря 2004 года № 590 и зарегистрированы в Государственном геральдическом регистре Республики Беларусь 16 декабря 2004 года № Б-21 и № Б-22. Одобрены решением Красносельского исполнительного комитета от 21 апреля 2004 года № 13-5.

## Население
Численность населения — 5 635 человек (на 1 января 2025 года).
| Численность населения: |
| График не отображается по техническим причинам. Чтобы исправить это, воспроизведите график в новом формате, если это возможно. |

| Год            | 1933 | 1959  | 1970  | 1979  | 1989  | 2006  | 2016  | 2018  | 2020  | 2022  | 2023  | 2024  | 2025  |
| -------------- | ---- | ----- | ----- | ----- | ----- | ----- | ----- | ----- | ----- | ----- | ----- | ----- | ----- |
| Население чел. | 1320 | ▲4111 | ▼3398 | ▲4440 | ▲5662 | ▲7132 | ▼6117 | ▲6636 | ▼6117 | ▼5971 | ▼5844 | ▼5759 | ▼5635 |

## Экономика
В посёлке находится один из крупнейших заводов Беларуси по производству цемента, извести, шифера и других строительных материалов — ОАО «Красносельскстройматериалы» (градообразующее предприятие).

## Образование
Имеется школа, 2 детских сада (до 2020 года — 3), детская школа искусств и дом пионеров.

## Культура
Дом культуры и отдыха. Парк. Вблизи посёлка расположены заброшенные меловые карьеры, которые являются крупным туристическим объектом.
В поселке родился белорусский гитарист и баянист Павлович Павел Вячеславович

## Достопримечательность
- Археологический комплекс около городского посёлка Красносельский — шахты по добыче кремня
- Красносельские карьеры
- Храм Святого великомученика Георгия Победоносца

### Памятник, скульптура
- Памятник В. И. Ленину

## Интересные факты
Самый древний череп с территории Беларуси, у которого было восстановлено лицо, принадлежал представителю культуры шнуровой керамики мужчине 30—40 лет, жившему во II тыс. до н. э. и найденному в кремнедобывающей шахте эпохи бронзы в пос. Красное Село (Красносельский) Волковысского района Гродненской области.